# Robert Crewe-Milnes
Robert Crewe-Milnes, né le 12 janvier 1858 et mort le 20 juin 1945, 1er marquis de Crewe, est un homme d'État britannique.

## Biographie
Il succède à son père du titre de Richard Monckton Milnes, baron Houghton et est admis à la Chambre des lords en 1885.
Il est ensuite lord-lieutenant du comté de Londres de 1892 à 1895. Le 3 janvier 1894, il hérite des domaines des barons Crewe (en).
Leader de la Chambre des lords de 1908 à 1916, il est aussi lord président du Conseil de 1915 à 1916, puis ambassadeur à Paris de 1922 à 1928, et lord-grand-connétable en 1937.

## Distinctions honorifiques
(Sélect)
- - Chevalier de la Jarretière
- - Royal Victorian Chain

### Nominations annexes
(Sélect)
- Fellow de la Society of Antiquaries (FSA).